# ゲネラルパウゼ
ゲネラルパウゼ（ドイツ語:Generalpause）とは、クラシック音楽で使われる音楽用語である。"G.P."と略記される。
ドイツ語で「全体の休止」という意味で、特にオーケストラなどで全声部や音楽を同時に休止させるときに使用される。
曲の流れを突然止めることで、一瞬の空白による緊張を持続させ、次に始まる音楽をより一層引き立たせることのできる技法で、次の新しい展開を期待させる効果もある。その後の音楽をより一層荘厳な印象を与えたり、豊かな音楽にする効果もある。